# NGC 359
NGC 359 (również PGC 3817 lub UGC 662) – galaktyka eliptyczna (E-S0), znajdująca się w gwiazdozbiorze Wieloryba. Odkrył ją Albert Marth 2 września 1864 roku.